# Lhuis
Lhuis ist eine französische Gemeinde mit 891 Einwohnern (Stand: 1. Januar 2022) im Département Ain in der Region Auvergne-Rhône-Alpes. Sie gehört zum Arrondissement Belley und zum Kanton Lagnieu. Die Einwohner werden Lhuisards genannt.

## Geografie
Die Gemeinde Lhuis liegt im Südwesten der Landschaft Bugey, 15 Kilometer westlich von Belley und etwa 40 Kilometer ostnordöstlich von Lyon an der Rhône, die die Gemeinde im Südwesten begrenzt und die Grenze zum Département Isère markiert. Umgeben wird Lhuis von den Nachbargemeinden von Seillonnaz im Norden, Marchamp im Nordosten und Osten, Ambléon im Osten, Conzieu im Südosten, Groslée-Saint-Benoît im Südosten und Süden, Brangues im Süden, Saint-Victor-de-Morestel im Südwesten, Creys-Mépieu im Westen sowie Briord im Nordwesten.
Durch die Gemeinde führt die Autoroute A42.

## Bevölkerungsentwicklung
| Jahr                       | 1962 | 1968 | 1975 | 1982 | 1990 | 1999 | 2011 | 2021 |
| Einwohner                  | 570  | 597  | 592  | 640  | 587  | 724  | 872  | 892  |
| Quellen: Cassini und INSEE |      |      |      |      |      |      |      |      |

## Sport
Im Jahr 2024 führte die Tour de France auf der 5. Etappe durch Lhuis. Auf der D79 (Route du Pont de Groslée) wurde mit der Côte de Lhuis (383 m) eine Bergwertung der 4. Kategorie abgenommen. Diese wies auf einer Länge von drei Kilometern eine durchschnittliche Steigung von 4,8 % auf. Der Norweger Jonas Abrahamsen führte über die Bergwertung.

## Sehenswürdigkeiten
- Kirche Notre-Dame-de-l’Assomption, seit 1930 Monument historique
- Burgruine von Lhuis, um 1200 errichtet

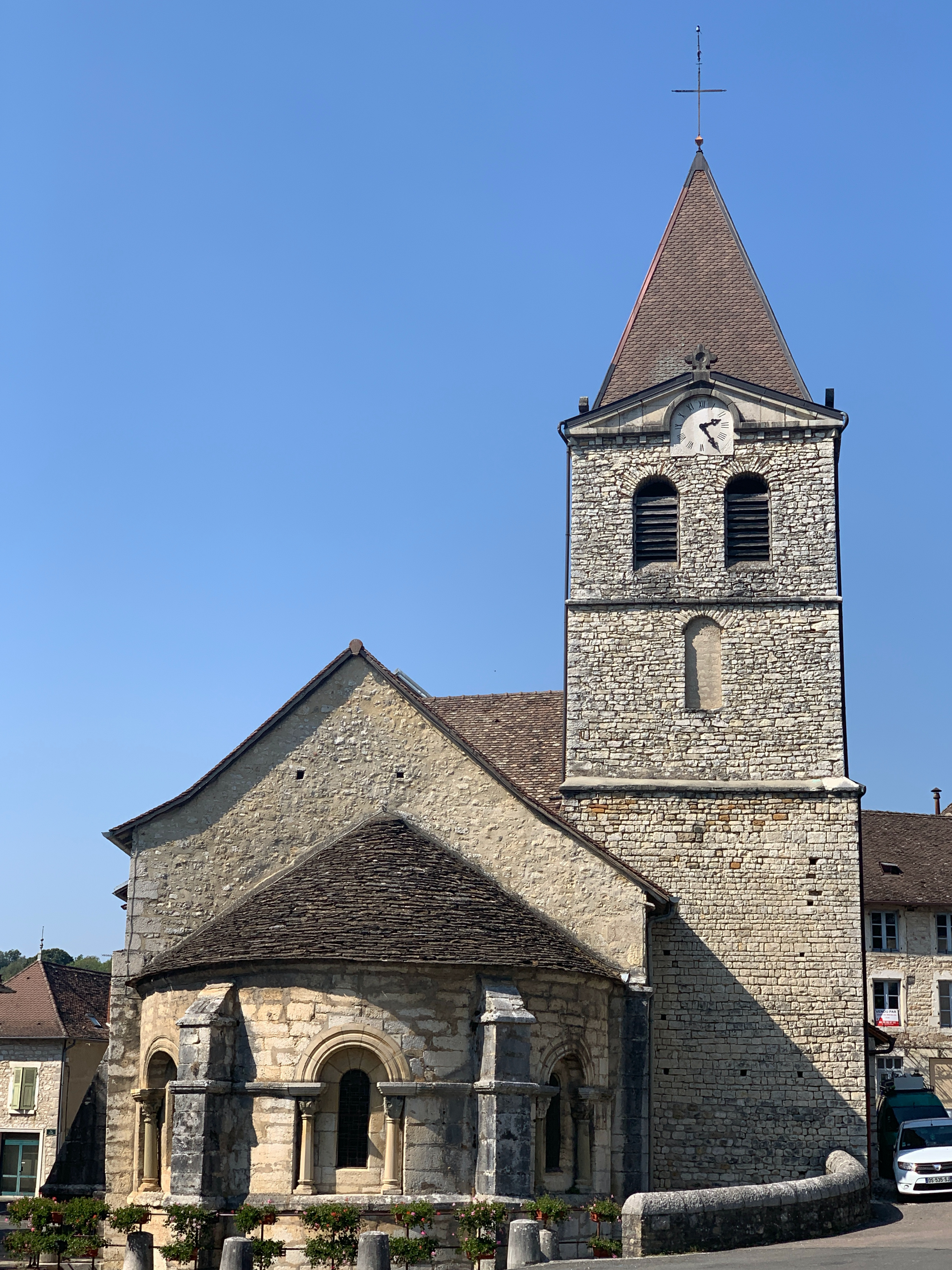
Kirche Notre-Dame-de-l’Assomption
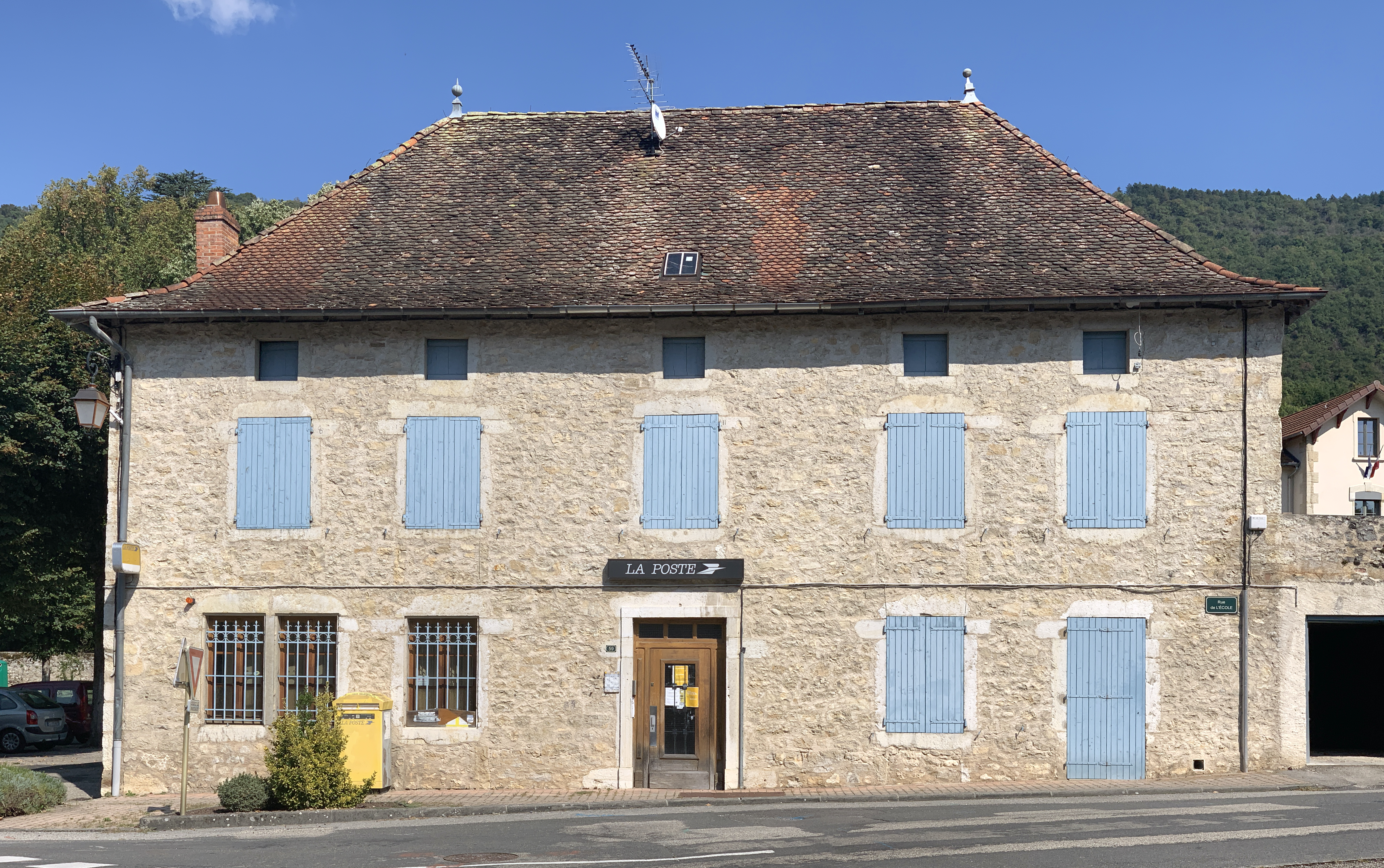
Postamt
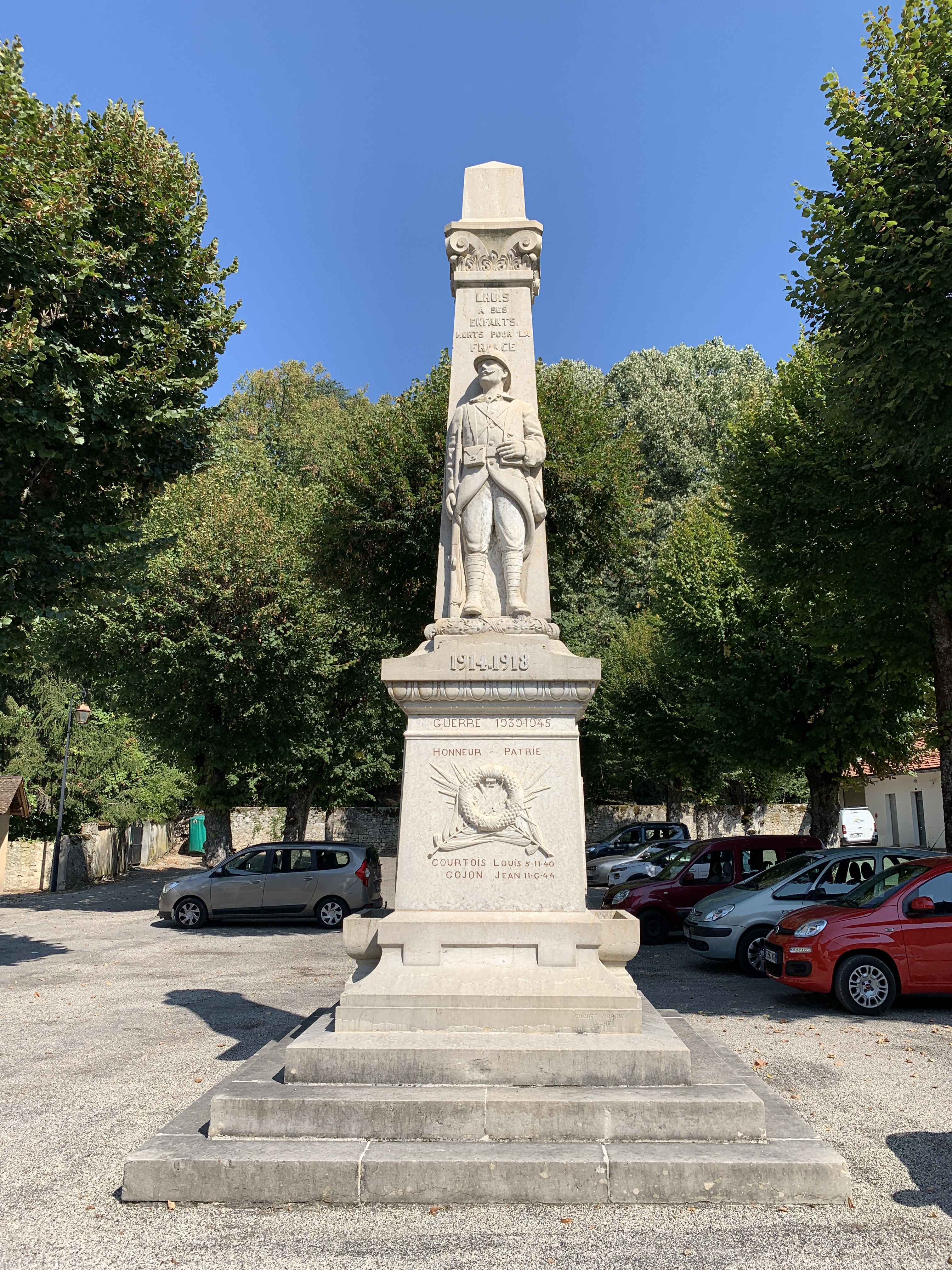
Gefallenendenkmal